# FC Lausitz Hoyerswerda
Maillots
Dernière mise à jour : 17 mars 2011.
Le FC Lausitz Hoyerswerda est un club allemand de football localisé à Hoyerswerda dans la Saxe.
Le club actuel trouve son origine dans une fusion, intervenue en 1956, entre deux entités sportives de l’époque de la RDA: la BSG Aktivist Schwarze Pumpe et le BSG Einheit Spremberg.

## Histoire (football)
En 1945, à l’issue de la Seconde Guerre mondiale, tous les clubs et associations allemands furent dissous par les Alliés (voir Directive no 23).

### BSG Einheit Spremberg
Dans la localité de Spremberg, tout au sud de l’actuel Länder de Brandebourg fut reconstitué, dès 1945, un club sous l’appellation de Sportgemeischaft Spremberg ou SG Spremberg.
Le club joua rapidement dans la Landesliga Brandenburg qui était alors une des plus hautes ligues de la partie orientale de l’Allemagne au même titre que les autres Landesligen composant la zone soviétique et donc la RDA à partir d’octobre 1949.
En 1949, le club fut renommé SG Einigkeit Spremberg puis l’année suivante fut soutenue par les autorités administratives de la localité et devint la BSG Einheit Spremberg.
Ce club accéda à la DDR-Liga en 1951. Il s’y classa 7e sur 12 dans le Groupe 2. Lors de la saison 1952-1953, le cercle ne put évité la descente et fut relégué en Bezirksliga Cottbus.
Le club connut alors une seconde relégation consécutive et glissa en Bezirkslasse. Au terme de la saison 1954-1955, il remonta en Bezirksliga Cottbus.
Les autorités politiques entrèrent alors en jeu. Elles décidèrent d’adapter les compétitions au modèle soviétique. C'est-à-dire qu’elle furent disputées du printemps à la fin de l’automne d’une même année calendrier. Ce système fut appliqué de 1956 à 1960. Durant l’automne 1955 eut lieu un "tour de transition" (en Allemand: Übergangsrunde), sans montée, ni descente. 
La BSG Einheit Spremberg joua se "tour de transition", puis sa section football fut transférée vers un nouveau club récemment créé, la BSG Aktivist Schwarze Pumpe. Deux ans plus tard, ce club fut déménagé à Hoyerswerda.
Dans la localité de Spremberg fut constitué un autre club: la BSG Turbine Spremberg.

### BSG Aktivist Schwarze Pumpe Hoyerswerda

ancien logo de la BSG Aktivist Schwarze Pumpe

Le 1er janvier 1956, les dirigeants politiques créèrent une nouvelle entité qui regroupa seize sections sportives de l’ancien BSG Aktivist "Spreetal". Le nouveau cercle fut soutenu par la firme Gaskombinat Schwarze Pumpe (dont le siège était à Spremberg). Le club devint donc la BSG Aktivist Schwarze Pumpe.
L’équipe de football de ce nouveau cercle traînait en Kreisliga, une ligue inférieure. Les politiciens déménagèrent alors la section football du Einheit Spremberg et l’incorporèrent à Aktivist Schwarze Pumpe qui prit la place en Bezirksliga Cottbus.
Le succès sportif ne fut pas au rendez-vous car l’équipe fut reléguée en Bezirkslasse à la fin de la saison 1956. Elle remonta à la fin de l’exercice suivant. En 1959, elle remporta le titre de la Bezirksliga Cottbus et monta en II. DDR-Liga, une ligue qui représenta le 3e niveau du football est-allemand de 1955 à 1963.
Aktivist Schwarze Pumpe ne parvint pas à se maintenir et redescendit. Les compétitions reprirent alors à l’été 1961 après l’arrêt du modèle soviétique. Le club commença alors à jouer à l’ascenseur. Il remporta un nouveau titre en Bezirksliga Cottbus à la fin du championnat 1964-1965 puis gagna son groupe durant le tour final et monta en DDR-Liga. Il ne s’y maintint pas. De nouveau champion de sa Bezirksliga en 1967, il remonta au 2e niveau mais redescendit après un an.
En 1969, un troisième titre en Bezirksliga ne fut cette fois pas suivi d’une montée car Schwarze Pumpe échoua à la 5e et dernière place de son groupe du tour final.
Le quatrième sacre en Bezirksliga Cottbus fut consacré par une victoire dans le tour final et une remontée en DDR-Liga. Mais après deux journées durant la saison 1970-1971, la BSG Aktivist Schwarze Pumpe fut accusée de manipulations financières et renvoyée en Bezirksliga. La BSG Stahl Eisenhüttenstadt subit la même punition.
En 1971, Schwarze Pumpe remporta un nouveau titre en Bezirksliga Cottbus et monta directement. La DDR-Liga étant passée de 2 à 5 séries, le tour final n’était plus d’application.
Après cette nouvelle montée, la BSG Aktivist Schwarze Pumpe s’installa durablement au 2e niveau de la hiérarchie est-allemande. Le club ne joua pas vraiment de rôle en vue (excepté des deuxièmes places dans son groupe de 1982 à 1984).
À la fin de la saison 1983-1984, la DDR-Liga fut réduite de 5 à 2 séries. Aktivist Schwarze Pumpe fit partie des clubs qualifiés pour se maintenir. Terminant le plus souvent en milieu de tableau, le club resta dans l’antichambre de l’élite jusqu’à la réunification allemande.
Dans le courant de la saison 1989-1990, la DDR-Liga fut rebaptisée NOFV-Liga. L’équipe de football termina ce championnat sous l’appellation BSG Aktivist Pumpe Hoyerswerda - Sektion Fussball. Il joua le suivant sous le terme de SV Aktivist Schwarze Pumpe
Le 29 mai 1991, le club prit le nom de Fussball Sportverein Hoyerswerda ou FSV Hoyerswerda.

### FSV Hoyerswerda
Ayant terminé à la 7e place l’année précédente, le désormais FSV Hoyerswerda, joua le championnat 1991-1992 dans l’Oberliga Nordost, soit au 3e niveau du football allemand réunifié.
Le club y évolua trois saisons puis, en 1994, avec l’instauration des Regionalligen, il fut reversé en Oberliga Nordost Süd (niveau 4).
Le FSV Hoyerswerda fut champion de l’Oberliga Nordost Süd en 2000, mais en raison de la réduction des Regionalligen de 4 à 2 séries, il n’y eut pas de montant. Le club s’inclina durant un tour final.
Le 1er août 2002, le club changea son appellation en FC Lausitz Hoyerwerda.

### FC Lausitz Hoyerwerda
Le changement d’appellation avait pour but d’attirer de nouveaux sponsors et de maintenir une ambition élevée. Mais cela fut un échec. Sportivement, relégué en fin de saison 2002-2003, le club fut relégué en Landesliga Sachsen.
Une deuxième relégation consécutive en 2004, envoya le FC Lausitz Bezirksliga Dresden, soit à cette époque le 6e niveau du football allemand.
Sérieusement menacé de faillite en 2005, le club descendit pour la troisième fois de suite. Il se retrouva en Bezirksklasse Dresden où il fut versé dans le Groupe 2.
En 2006-2007, sous la conduite de l’entraîneur, Waldemar Adamowicz, le FC Lausitz Hoyerwerda remporta le titre du Groupe 2 de la Bezirksklasse Dresden.
Le club rejoua alors trois saisons Bezirksjiga Dresden, y assurant son maintien de justesse en 2010. Mais à la suite de problèmes internes, le cercle se retira de la série durant l’été suivant et descendit volontairement.
En 2010-2011, le FC Lausitz Hoyerwerda évolue en Bezirksklasse Dresden, Groupe 1, soit au 8e niveau de la hiérarchie de la DFB. Début mars, empêtré en fond de classement, le club essaie avec difficulté d’éviter la descente en Kreisliga A. Une réorganisation des séries est planifiée avec la constitution d’une Kreisoberliga.

## Palmarès

### Aktivist Schwarze Pumpe
- Champion de la Bezirksliga Cottbus: 1959, 1965, 1967, 1969, 1970, 1971.

### FSV Hoyerswerda
- Champion de l’Oberliga Nordost Süd: 2000

### FC Laustiz Hoyerswerda
- Champion de la Bezirksklasse Dresden, Groupe 2: 2007.

## Localisation

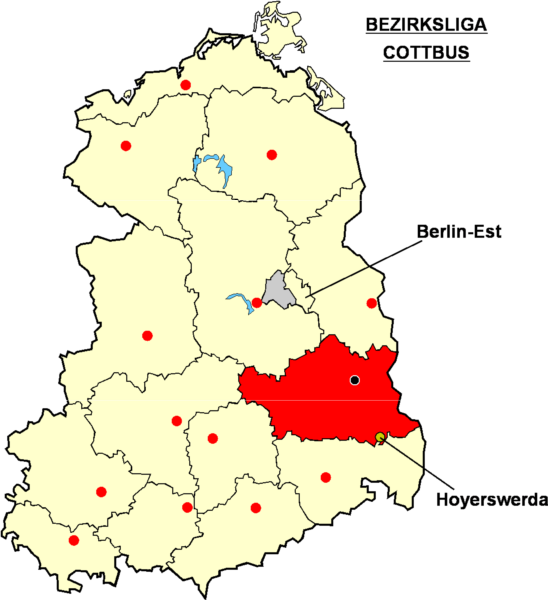
Localisation d’Hoyerswerda dans la Bezirksliga Cottbus à l’époque de la RDA